# Parachauliodes yanbaru
Parachauliodes yanbaru är en insektsart som beskrevs av Syoziro Asahina 1987. Parachauliodes yanbaru ingår i släktet Parachauliodes och familjen Corydalidae. Inga underarter finns listade i Catalogue of Life.